# Konradówka
Konradówka est une localité polonaise de la gmina de Chojnów, située dans le powiat de Legnica en voïvodie de Basse-Silésie.